# 雛祭桃子
雛祭 桃子（ひなまつり とうこ）は日本の女性イラストレーター。大阪府出身。フリー。主に男性向けアダルトゲーム（美少女ゲーム）の原画、キャラクターデザインを担当する。商業作品としては株式会社XERO傘下のブランド（C:drive.、しとろんソフト）のゲーム製作に携わる。また、萌雛化学（もえひなかがく）という名の同人サークルにて活動中。
子供時代は少女漫画が好きで、柊あおいの『星の瞳のシルエット』などが気に入っていた。その後、『Fate/stay night』を切っ掛けに同人活動を始めることとなる。

## 担当作品

### アダルトゲーム原画
同人作品
- リース陵辱記（Script Origin、2005年12月30日、『聖剣伝説3』のリースが題材）
- リース背徳記（Script Origin、2006年8月13日、『聖剣伝説3』のリースが題材）
- リース輪姦記（Script Origin、2006年12月31日、『聖剣伝説3』のリースが題材）
- アイヌ巫女調教 〜汚された大自然〜（Blue Devil、2007年8月17日、『サムライスピリッツ』のナコルルが題材）

商業作品
- どこでもすきしていつでもすきして（C:drive.、2008年6月27日）
- みここ!（しとろんソフト、2009年2月27日）
- 妹スマイル（しとろんソフト、2009年11月27日）
- きゃん☆フェス!（ぱんぷきんソフト、2010年6月25日）
- 初恋タイムカプセル 〜幼馴染とキャッキャうふふ〜（しろとんソフト、2011年3月31日）
- 夢みる月のルナルティア（アリアンロッド、2011年11月25日）
- 妹スパイラル（まかろんソフト、2013年9月27日）
- 超催眠術学園（C:drive.、2014年5月30日）
- ビッチ姉ちゃんが清純なはずがないっ!（onomatope* raspberry、2016年4月28日）
- ビッチ姉妹が清純なはずがないっ!!（onomatope*raspberry、2017年1月27日）
- ビッチ学園が清純なはずがないっ!!?（onomatope*raspberry、2017年11月24日）
- 催眠ぱらだいす! ～催眠術でツゴウノイイ美少女学園性活～（onomatope*raspberry、2018年9月28日）
- ぱられるAKIBA学園（panache、2021年2月26日）[1]
- 勇者を引退してよろず屋をオープンしたけど、なぜかアダルトグッズに人気が集中している件。（onomatope*raspberry、2022年3月25日）

- RE:LOADED CARMINE（七譜詩ソフト、発売中止）

### ライトノベル挿絵
- 漂う書庫のヴェルテ・テラ（著者：川口士、富士見ファンタジア文庫、2009年10月20日発売、ISBN 978-4-8291-3453-5）
  - 漂う書庫のヴェルテ・テラ2（2010年2月20日発売、ISBN 978-4-8291-3489-4）
  - 漂う書庫のヴェルテ・テラ3（2010年6月19日発売、ISBN 978-4-8291-3531-0）
  - 漂う書庫のヴェルテ・テラ4（2010年10月20日発売、ISBN 978-4-8291-3575-4）
  - 漂う書庫のヴェルテ・テラ5（2011年3月19日発売、ISBN 978-4-8291-3619-5）

## 画集
- 雛祭桃子ARTWORKS La Pêche!（アスキー・メディアワークス、2011年3月1日、ISBN 978-4-04-870453-3）

## 参考資料
- 学研パブリッシング『メガミマガジンクリエイターズ Vol.18』31頁